# Suda (Grecia)
Suda (in greco Σούδα?) è un ex comune greco della periferia di Creta (unità periferica della Canea) con 7 840 abitanti secondo i dati del censimento 2001.
È stato soppresso a seguito della riforma amministrativa, detta programma Callicrate, in vigore dal gennaio 2011 ed è ora compreso nel comune di La Canea.
È un porto navale importante di origini relativamente recenti, situato a 6,5 km a est da La Canea, con una baia di dimensioni sufficienti ad ospitare navi di grosso tonnellaggio.
Durante la seconda guerra mondiale fu teatro di un riuscito attacco da parte degli incursori italiani della Xª Flottiglia MAS che portò all'affondamento dell'incrociatore inglese York e della petroliera Pericles.
Al 10 agosto 1942 era sede del 84º Gruppo idrovolanti (poi 84º Centro C/SAR) e della 288ª Squadriglia sui CANT Z.501 del Comando Aviazione Grecia della Regia Aeronautica.